# Vancouver Royals
Vancouver Royals – kanadyjski klub piłkarski z Vancouver w prowincji Kolumbia Brytyjska, działający w latach 1967–1968.

## Trenerzy
- Ferenc Puskás
- Bobby Robson

## Zawodnicy
- Bobby Robson
- Ike MacKay
- Bobby Cram

## Statystyki
| Rok  | Liga | Z  | R  | P | Pkt | Sezon                | Play-off                |
| ---- | ---- | -- | -- | - | --- | -------------------- | ----------------------- |
| 1967 | USA  | 3  | 4  | 5 | 11  | 5, Dywizja Zachodnia | Drużyna nie dostała się |
| 1968 | NASL | 12 | 15 | 5 | 136 | 4, Dywizja Pacyfic   | Drużyna nie dostała się |